# Новогорбовский сельский округ
Новогорбовский сельский округ — упразднённая административно-территориальная единица, существовавшая на территории Рузского района Московской области в 1994—1996 годах.
Новогорбовский сельсовет был образован в составе Рузского района Московской области 14 июня 1954 года путём объединения Пановского, Неверовского и Ординского с/с.
1 февраля 1963 года Рузский район был вновь упразднён и Новогорбовский с/с вошёл в Можайский сельский район. 11 января 1965 года Новогорбовский с/с был возвращён в восстановленный Рузский район.
30 мая 1978 года в Новогорбовском с/с было упразднено селение Паново.
3 февраля 1994 года Новогорбовский с/с был преобразован в Новогорбовский сельский округ.
5 февраля 1996 года Новогорбовский с/о был упразднён, а его территория передана в Барынинский сельский округ.